# Cattedrale dell'Assunzione della Vergine Maria (Gozo)
La cattedrale dell'Assunzione della Vergine Maria (in maltese: Katidral tal-Assunta tal-Verġni Marija) si trova a Rabat, Malta, ed è la cattedrale della diocesi di Gozo.

## Storia

### Epoca fenicio - punica

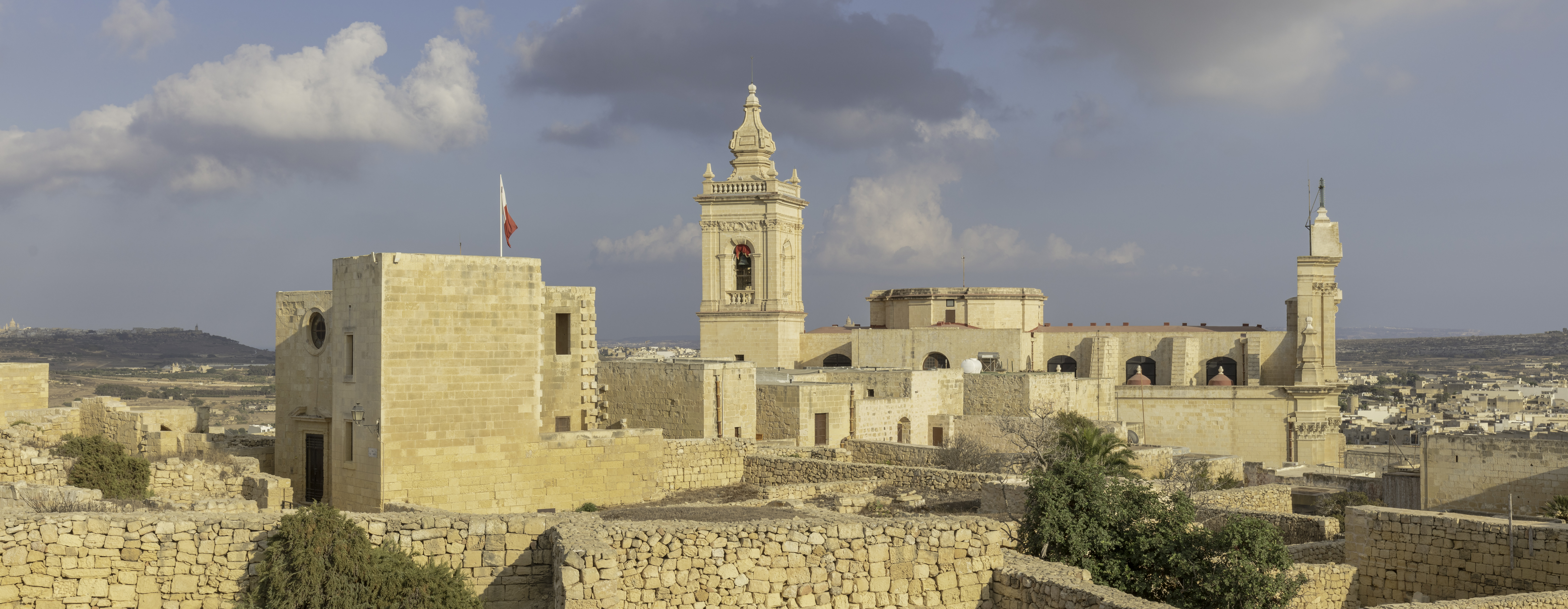
Esterno.

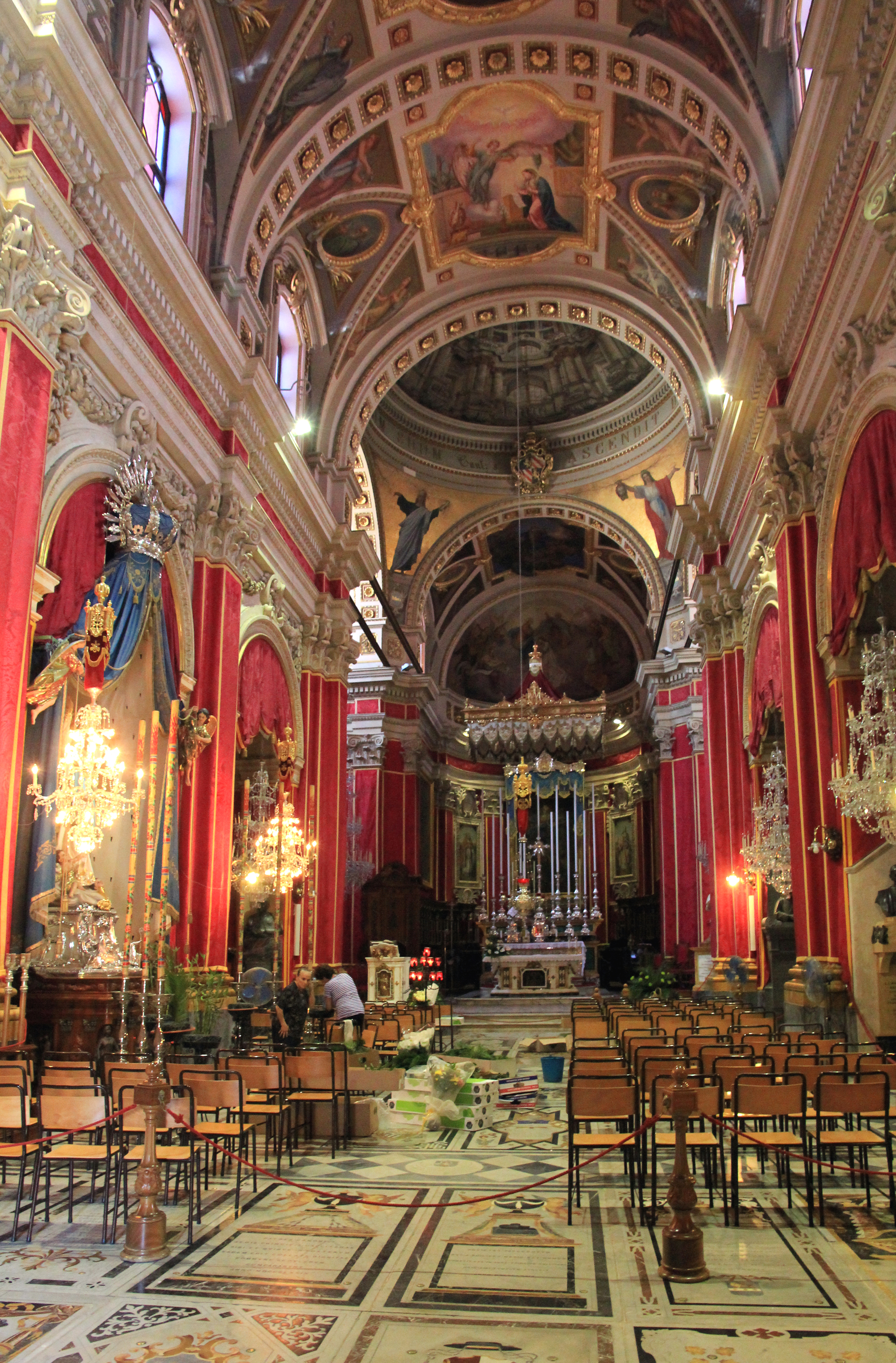
La navata.

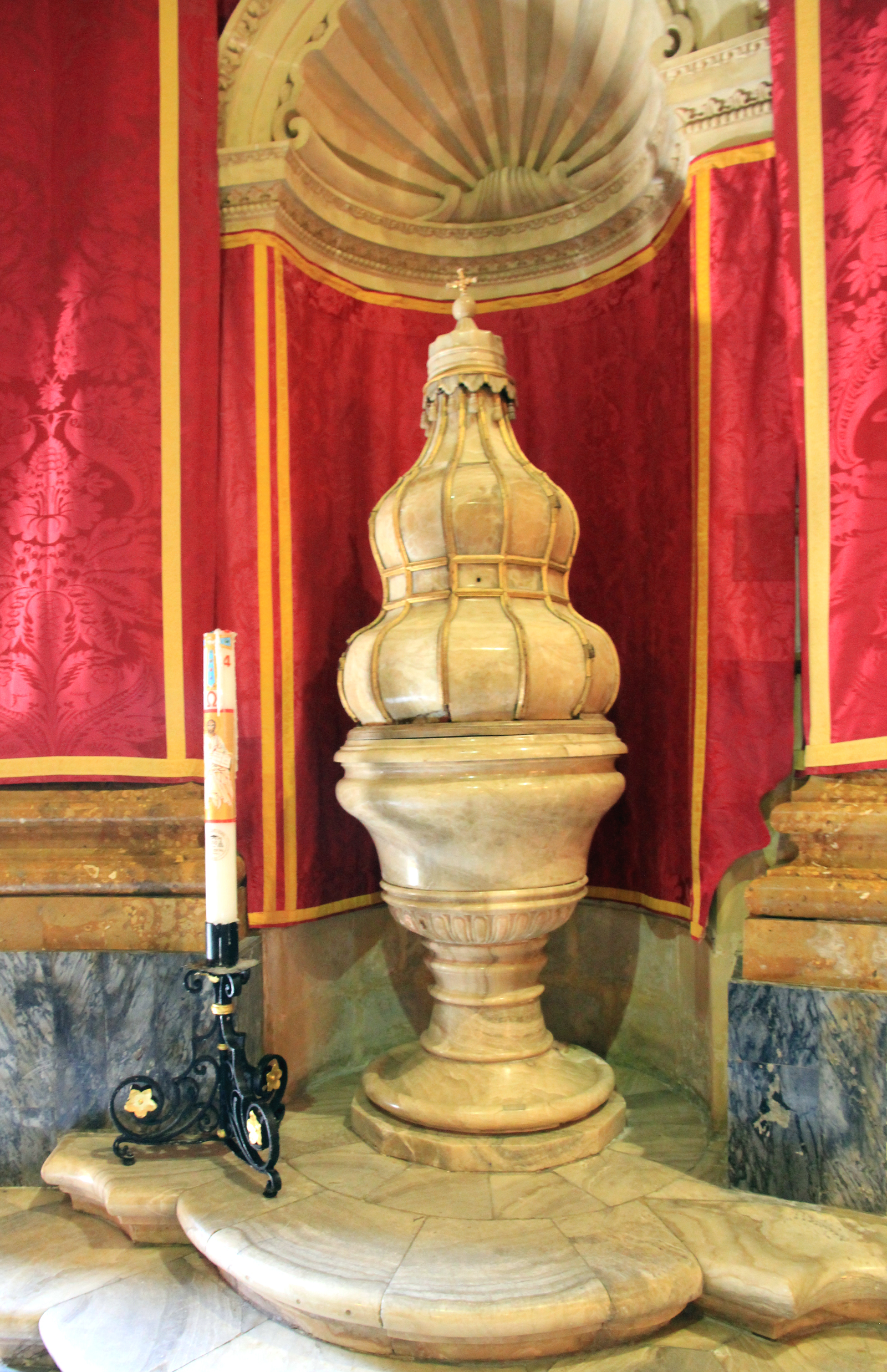

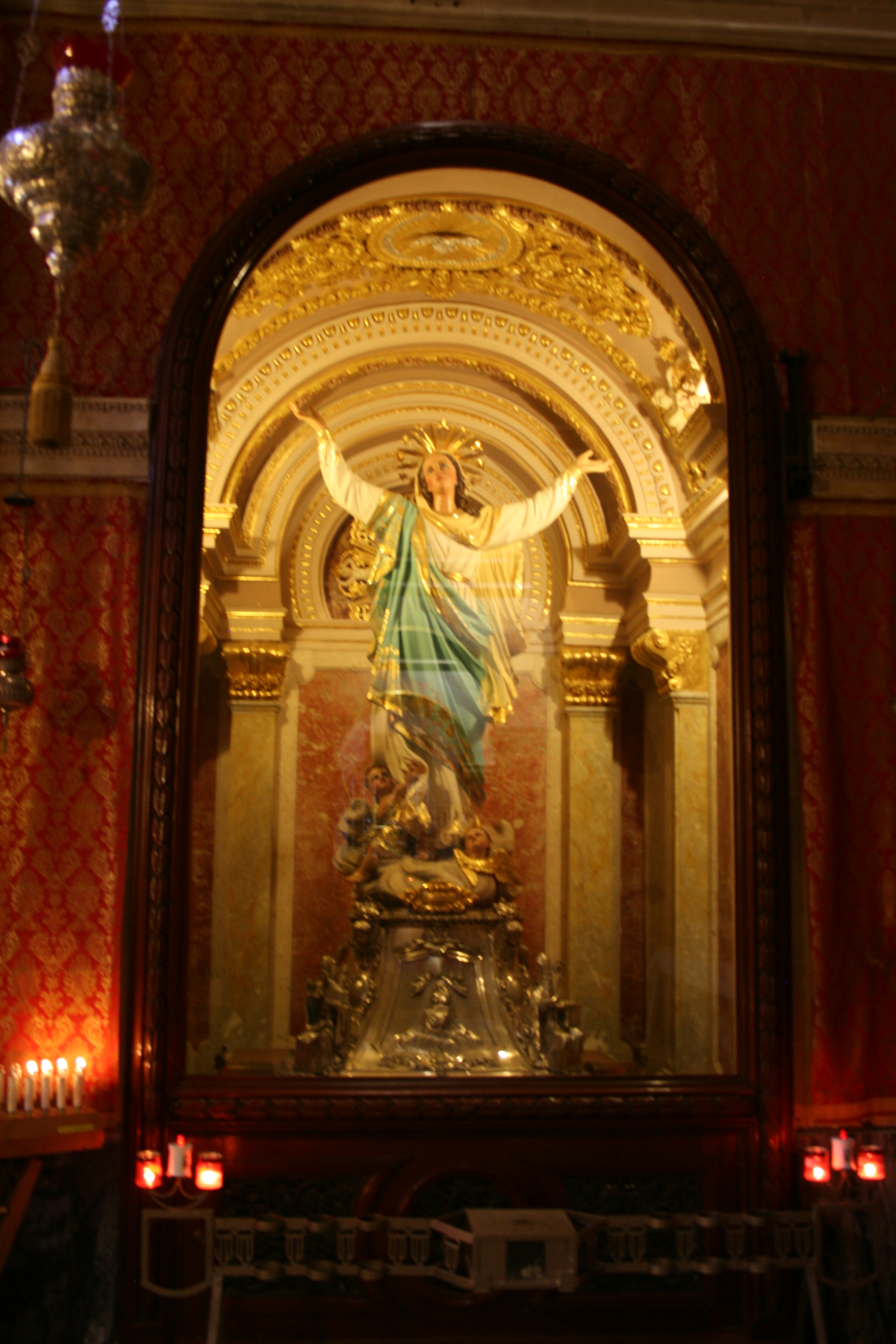
Statua dell'Assunta.

La cittadella fu il primo insediamento di Gozo intorno al 1500 a.C., costituita da costruzione megalitica del neolitico, successivamente fortificata in età del Bronzo. Il tempio, edificato dai Fenici, colonizzatori di Malta e Gozo nel 700 a.C., dominava l'acropoli. Un'iscrizione punica databile al III a.C. recita un decreto del popolo di Gozo che prevedeva il restauro di quattro templi, uno di essi dedicato ad Astarte, la principale dea cartaginese.

### Epoca imperiale
Nel 218 a.C. con la seconda guerra punica, Roma ha la supremazia nel mar Mediterraneo sulla rivale Cartagine. Lo stesso tempio dedicato a Giunone e rinnovato nel corso del periodo imperiale (27 a.C.-14 d.C.), dominava l'acropoli e la cittadella.
Nell'anno 58 l'apostolo san Paolo naufragò sulle coste dell'arcipelago maltese, durante la sua permanenza protrattasi tre mesi, predicò e convertì gli isolani, periodo durante il quale il tempio di Giunone fu convertito in luogo di culto cristiano dedicato alla Vergine Maria. 
Infatti i resti di un tempio romano risalente al periodo imperiale sono stati rinvenuti durante la costruzione della chiesa attuale tra il 1697 e il 1711.

### Epoca bizantino - araba
I romani dominarono il territorio fino alla metà del V secolo. Malta e Gozo con la Sicilia furono invase dai Vandali nel 455 - 476, poi dagli Sciri in cambio di un tributo, infine soggette agli Ostrogoti. Nel 535, le isole furono conquistate dai Bizantini, che governarono fino all'870.
Gli arabi della dinastia Aghlabide, avevano già conquistato la Sicilia e gran parte della Spagna quando puntarono sull'arcipelago. Le isole minori furono lasciate disabitate fino a circa il 1048, quando sono state reinsediate. A Gozo tuttavia, per motivi di difesa e controllo, gli arabi popolarono solo l'acropoli chiamata Rabat, in questo frangente la chiesa è verosimilmente adibita a moschea.

### Epoca normanno - sveva
Tutti luoghi di culto bizantini versarono in stato precario durante la dominazione araba fra l'870 e il 1090. Dopo la riconquista con Ruggero I d'Altavilla le isole furono controllate dai Normanni. I documenti storici provano che re Ruggero II di Sicilia aveva riconvertito una moschea in chiesa nel 1127.
In seguito, attraverso il matrimonio e la manovra di palazzo, l'arcipelago fu governato dalle potenti dinastie degli Svevi del casato degli Hohenstaufen nel 1194, degli Angioini nel 1266 e degli Aragona nel 1282. 
Il castrum è menzionato in un rapporto del 1241 per indicare l'unico rifugio fortificato sull'isola, termine utilizzato per indicare un aggregato costituito da una chiesa parrocchiale, abitazioni, circondato da fossato con ponte levatoio per ingresso.

### Epoca aragonese
Una parrocchia è menzionata in un testamento redatto nel 1299 da un vice conte di Malta appartenente alla Casa d'Aragona, periodo durante il quale (1282 – 1530), la cittadella ha assunto una maggiore importanza. Una breve battuta d'arresto fu registrata nel settembre 1429, quando un grande esercito berbero guidato da Qaid Ridwán devastò l'arcipelago per tre giorni.
Nel 1435, la maggior ecclesia assunse il titolo di matrice. Nell'archivio parrocchiale registrazioni risalenti al 12 ottobre 1435 fanno riferimento a Sanctae Mariae Matricis Ecclesiae o chiesa madre di Gozo dedicata all'Assunzione della Vergine Maria. Dopo questa prima menzione, i riferimenti per la matrice diventano sempre più frequenti e attestano l'antichità e l'importanza dell'edificio.

### Epoca spagnola
Nel marzo 1530 Malta e Gozo furono assegnate dall'imperatore Carlo V al sovrano ordine militare dei Cavalieri di San Giovanni di Gerusalemme. Nel luglio 1551 la cittadella fu assediata dai turchi guidati da Sinan Pascià e dal più temuto e famoso di tutti i corsari Rais Dragut. Le mura medievali cedettero sotto i bombardamenti degli assedianti, il 27 luglio la matrice fu saccheggiata e circa 5 000 abitanti furono ridotti in schiavitù. Il grande maestro Juan de Homedes y Coscon propose l'idea di abbandonare la cittadella, per contro si raccolsero fondi per il riscatto degli schiavi.
Scartata l'idea dell'abbandono dell'isola, nel 1554 la cittadella e la matrice rifiorirono ancora una volta. Il 6 giugno 1623, il vescovo Baldassarre Caglieres istituì il capitolo collegiale riconosciuto da Papa Alessandro VII il 20 ottobre 1663. Il 30 dicembre 1680, Papa Innocenzo XI nominò arciprete Carlo Magri che sollecitò al vescovo la costruzione di un nuovo tempio. Allo scopo furono accantonati dei fondi per l'acquisto di proprietà adiacenti. Quale migliore architetto del tempo, per svolgere gli studi preliminari fu chiamato Lorenzo Gafà che concluse il compito entro il 1687.
La matrice medievale era costituita da un unico corpo senza transetto. L'iniziativa per l'abbellimento del tempio era assunta dai ciantri di cappella e dalle famiglie nobili di Gozo, infatti i vari altari altari laterali con denominazione di cappella erano via via edificati per volontà testamentarie e patrocinati col fine di ospitare le sepolture degli esponenti delle famiglie più illustri.
Lato destro:
- Cappella dell'Annunciazione della Vergine Maria o Cappella Pontremolo. La nobile famiglia Francia de Pontremolo dispone la costruzione di manufatti per la sepoltura dei propri componenti familiari. La sagrestia è documentata accanto alla cappella.

Lato sinistro: 
- Cappella della Vergine Maria di Loreto. Devozione mariana introdotta nel tardo XIII secolo. La nobile Paula di Navarra dettò istruzioni testamentarie per la costruzione della primitiva cappella.
- Cappella di Santa Lucia. Ambiente patrocinato dal nobile Pietro Mompalao. Accanto a questo luogo è documentato un passaggio che conduceva al presbiterio.
- Cappella di Santa Caterina d'Alessandria. Ambiente patrocinato dal notaio Giovanni Castelletti.

L'altare maggiore era dominato dal retablo dedicato a Santa Maria. La torre campanaria era situata all'angolo di nord - est.

#### Tempio attuale
La cattedrale attuale fu costruita tra il 22 settembre 1697 e il 14 agosto 1711 dall'architetto maltese Lorenzo Gafà sulle rovine della precedente chiesa, distrutta dal sisma noto come terremoto del Val di Noto del 1693.
Il tempio fu benedetto il 21 dicembre 1703, solennemente consacrato l'11 ottobre 1716 da monsignore Giacomo Cannaves.
Si tratta di un prezioso edificio barocco a pianta di croce latina costruito interamente in pietra calcare locale. All'interno un dipinto del 1739 dà l'impressione della presenza di una cupola mentre in realtà il tetto dell'edificio è piatto.

### Epoca contemporanea
Il 22 settembre 1864 Papa Pio IX elevò il luogo di culto alla dignità di cattedrale, a guidare la sede vescovile il monsignore Michele Francesco Buttigieg.

## Facciata

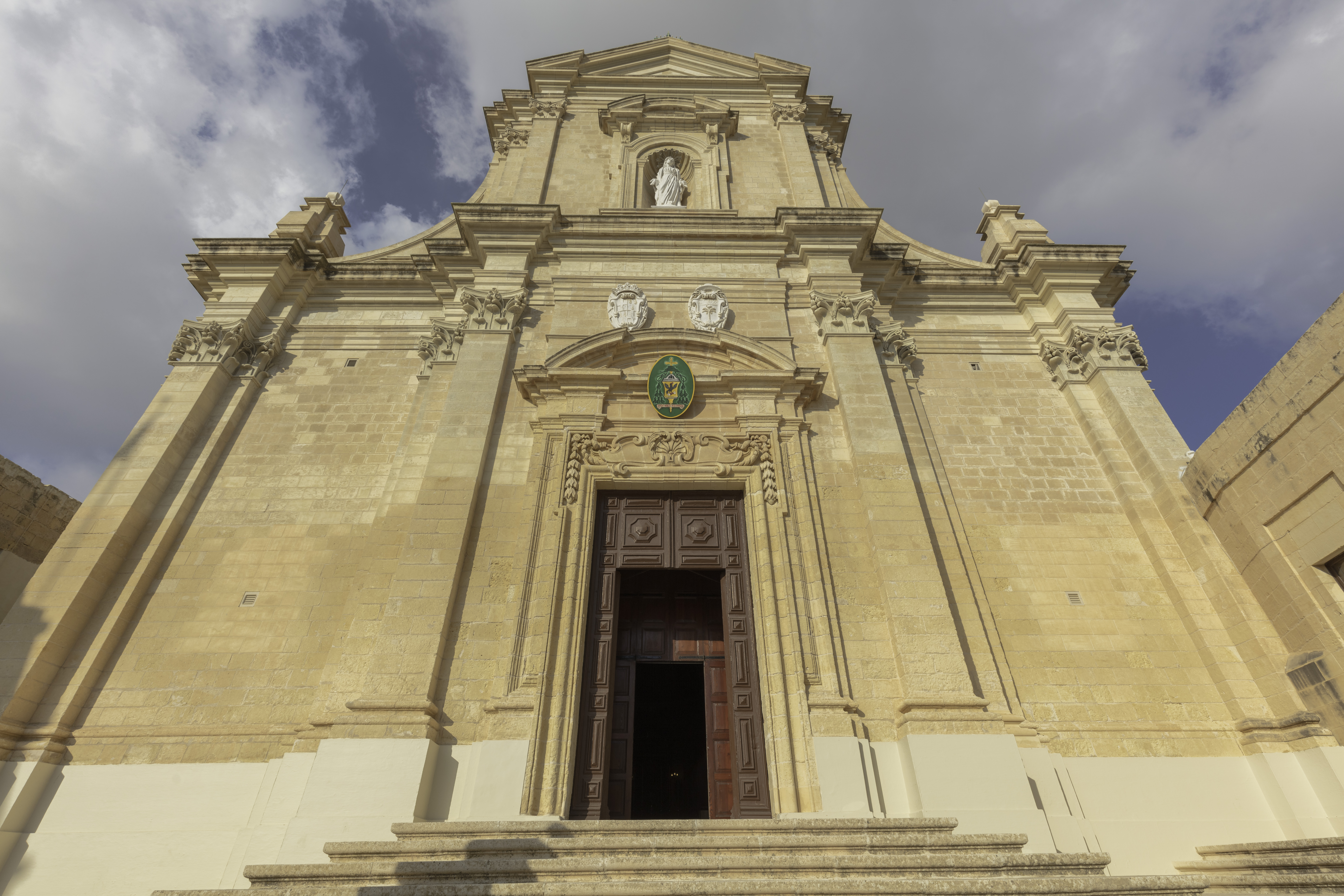
Facciata.

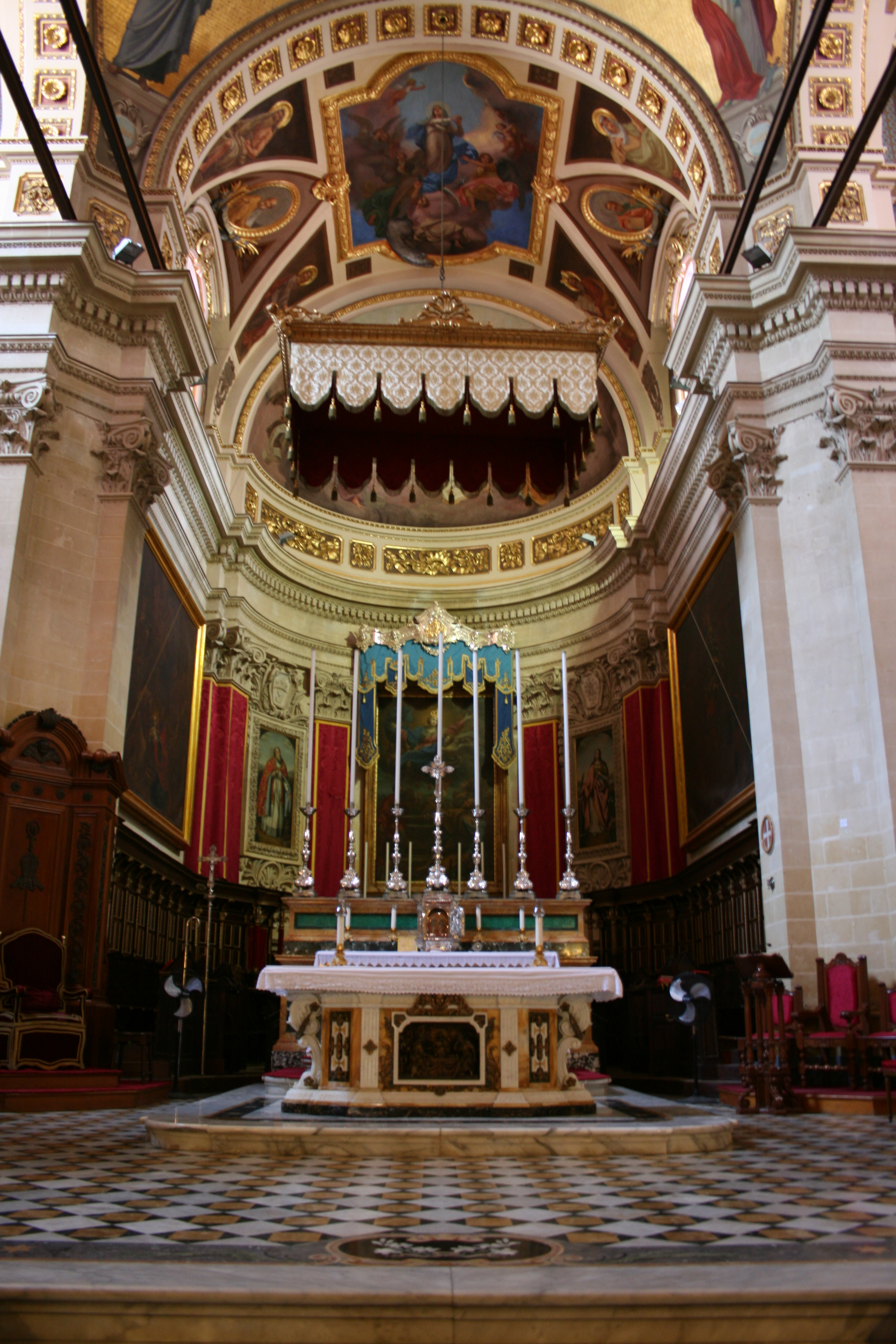
Altare.

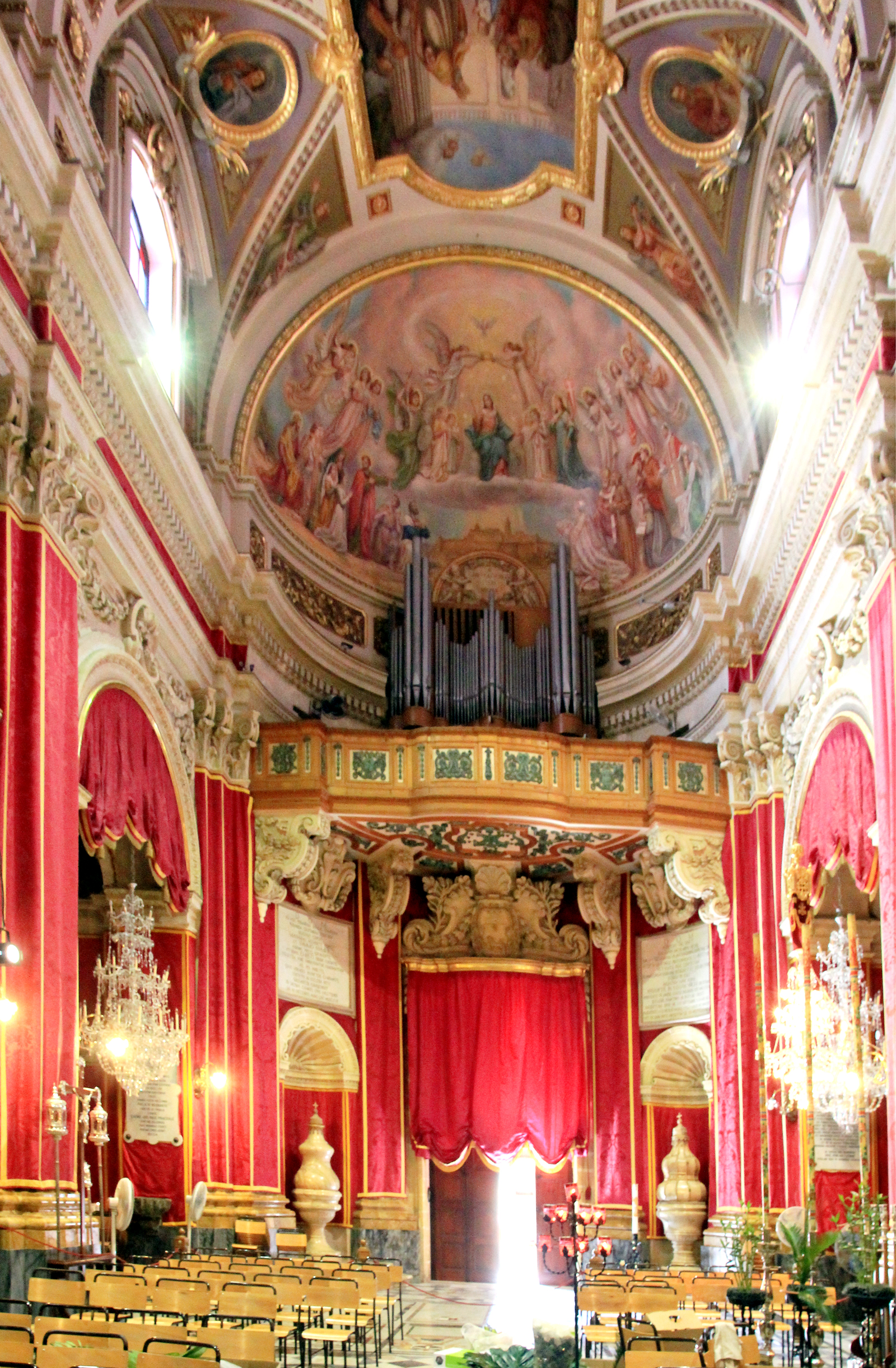
Controfacciata.

La struttura dell'edificio è interamente costituita da conci in pietra calcarea locale in stile Barocco mediterraneo. Il motivo della facciata trae spunto da Jacopo Barozzi da Vignola per la chiesa del Gesù di Roma, comune ai prospetti di tante istituzioni gesuitiche diffusi in tutta Europa e nelle colonie spagnole nel periodo a cavallo il XVII e XVIII secolo.
Lo svettante manufatto chiude la prospettiva al termine di una variegata scalinata con un notevole impatto scenografico, incassato fra edifici minori, la particolare disposizione, esalta la magnificenza di un edificio di modeste dimensioni. La facciata è tripartita su due ordini, sormontata nella parte centrale da timpano, inquadrata da lesene sovrapposte sormontate da pinnacoli laterali. Un elaborato cornicione marcapiano con più ordini di modanature separa i due livelli, a loro volta raccordati da eleganti volute.
La tripla sovrapposizione prospettica di lesene con capitelli corinzi determina un vano centrale altrettanto elaborato, occupato al primo ordine dall'unico portale d'ingresso riccamente ornato da timpano ad arco sormontato dagli stemmi marmorei del gran maestro Ramon Perellos y Roccaful e del vescovo Davide Cocco Palmieri durante il cui mandato è stata edificata la costruzione. Un terzo stemma posto in mezzo all'architrave reca le insegne del vescovo di Gozo Mario Grech. Il vano centrale del secondo ordine delimitato con cornici e sormontato da timpano ad arco, inscrive una nicchia incassata recante la statua raffigurante la Beata Vergine Maria a cui la cattedrale è dedicata.
Nella controfacciata sovrastata da affresco, in un'inusuale calotta ricavata all'ingresso, è inserita la cantoria - coro. Nel soppalco è ospitato uno strumento capolavoro di organaria dell'Assia Werner Bosch. All'interno ai lati dell'ingresso principale due monumentali pile acquasantiere con coperture a cupolino doppio bulbo sovrapposto, manufatti similari scolpiti nel 1742 provenienti da un unico blocco di onice scoperto sull'isola di Gozo.
Dal 2006 adornano il sagrato due statue di bronzo raffiguranti Papa Pio IX sul lato sinistro e Papa Giovanni Paolo II sul lato destro, pontefice che ha visitato la cattedrale nel 1992. Entrambe le figure sono opere di Aaron Camilleri Cauchi della Fonderia Storica Chiurazzi di Napoli.

## Interno
Impianto basilicale a croce latina, coro, due absidiole, due cappelle alle estremità del transetto, nave centrale, due navate laterali, 12 altari, cupola fittizia decorata a trompe-l'œil. Controfacciata con cantoria, organo e volta a calotta affrescata. Monumentali acquesantiere in alabastro di Gozo.

### Navate
- Cappella del Santissimo Sacramento. L'ambiente ospita i dipinti raffiguranti la Beata Maria Vergine della Solitudine e Cuore di Gesù di Francesco Zahra.[13]
- Trasfigurazione di Nostro Signore Gesù Cristo, dipinto, opera di scuola romana.[13]
- Beata Vergine del Rosario, dipinto, opera di scuola romana.[13]
- Ultima Cena, dipinto, opera di Giuseppe d'Arena.[13]
- Fuga della Sacra Famiglia in Egitto, dipinto, opera di Michele Busuttil, patrocinato dalla stessa famiglia.[13]
- San Filippo Neri, dipinto, opera di Tommaso Madiona del 1852.[13]
- San Francesco di Paola, dipinto, opera di Giuseppe d'Arena.[13]
- Sant'Orsola, dipinto, opera di Giuseppe Hyzler.[13]

### Altare maggiore
Altare maggiore versus absidem in malachite, calotta absidale abbellita con un ciclo di cinque dipinti (Concezione, Assunzione, Natività della Beata Vergine Maria, opere di Michele Busuttil
 I dipinti di minori dimensioni, San Publio e Sant'Agata, realizzati da Tommaso Madiona), mensa sovrastata da baldacchino.

### Cappelle
Una delle cappelle della cattedrale contiene la reliquia del busto di sant'Orsola, proveniente da Salamanca e donata nel 1614 dall'allora governatore di Gozo E.Romirez Maldonado.

### Pavimento
Lastre tombali.
- 1863, Papa Pio IX, busto marmoreo, opera di Mario Gori.[15]

## Confraternite
- 13 febbraio 1575, Confraternita del Santissimo Sacramento.[18]

## Museo
L'istituzione inaugurata nel 1979 occupa le strutture a sinistra del tempio, è composto da tre sale: 
- Pinacoteca
- Sala Principale
- Volta d'Argento.